# 9-й квартал Новых Черёмушек
9-й квартал (микрорайон) Новых Черёмушек — опытно-показательный микрорайон, возведённый в 1956—1959 годах в Москве в районе Черёмушки. В рамках 9-го квартала Новых Черёмушек испытывались подходы к комплектации и планировке микрорайонов, новые типы домов и квартир, строительные и отделочные материалы. Проекты построенных в 9-м квартале Новых Черёмушек домов легли в основу типовых серий 5-этажных и 9-этажных домов хрущёвского периода. В 9-й квартал Новых Черёмушек входят дома по адресам проспект 60-летия Октября, 21, корп. 1,2; 23, корп. 1,2; 25, корп. 1,2; 27, корп. 1, 2; 29, корп. 1; 31/18, корп. 1, 2, 3; улица Гримау, 14 и 16; улица Шверника, 2, корп. 1, 2.

## История
Специалисты по градостроительству вели поиск нового подхода к проектированию городов социалистической страны ещё в предвоенные годы при жизни Иосифа Сталина. Тогда из-за отсутствия индустриальной базы (технологий производства лифтов и другого оборудования, методов производства и транспортировки крупных железобетонных плит) инициатива ограничилась единичными экспериментальными домами. В докладе «Об устранении излишеств в проектировании и строительстве» Никита Хрущёв в 1955 году дискредитировал строительство сталинского периода, служившее репрезентативным целям, и главной задачей строительства определил решение жилищной проблемы. В 1956 году XX съезд КПСС постановил в 20-летний срок возвести 65 миллионов м² жилья для преодоления дефицита, расселения бараков и коммунальных квартир. Новая градостроительная политика ставила крест на советском неоклассицизме, объявляла расточительством нефункциональные детали архитектуры и интерьера, ставила в основу проектов принципы утилитарности и экономичности.
Экспериментальному строительству предшествовали теоретические изыскания и «полевые исследования» строящихся жилых районов во Франции, Голландии, Швейцарии и других странах Западной Европы. В 1956 году Государственный строительный комитет СССР провёл конкурсы на лучшие конструкции жилых домов и лучшие планировки 1, 2 и 3-комнатных квартир. Для строительства был выделен участок около 12 гектаров на юго-западе Москвы близ рабочего посёлка Черёмушки, работы были поручены Специальному архитектурно-конструкторскому бюро — научно-исследовательскому и проектному институту в структуре Академии строительства и архитектуры СССР. Руководителем проекта был назначен молодой архитектор Натан Остерман, в военные годы строивший жильё для эвакуированных, а после занимавшийся восстановительным строительством. Поставленная задача включала определение принципов комплектации и планировки микрорайона, оптимального размера квартиры, принципов благоустройства, подбор материалов, сантехники и мебели.
Строительство 9-го квартала Новых Черёмушек велось в 1956—1959 годах. Микрорайон стал площадкой для разнонаправленных исследований новой архитектуры и влияния организации среды на формирование личности гражданина. В 1958 году в Новых Черёмушках впервые в СССР с конца 1930-х начали проводить социологические исследования типового жилья, которые обеспечили архитекторам и проектировщикам обратную связь. Непосредственно в квартирах построенных домов проводились выставки для отечественных и иностранных архитекторов и строителей и простых граждан, которые к 1959 году посетили более 40 тысяч человек, включая делегатов съезда Международного союза архитекторов, высоко оценивших представленные проекты. В поддержку новой организации быта была развёрнута широкая кампания, в рамках которой значительное внимание уделялось воспитанию вкуса новых жильцов, обустройству квартир и благоустройству общей территории микрорайона. Был достигнут впечатляющий пропагандистский эффект: название бывшей деревни и нового микрорайона стало символом качественно нового образа жизни в индивидуальном жилье и эталоном городской застройки.

## Архитектура
Опытно-показательный 9-й квартал Новых Черёмушек расположился на территории между улицей Дмитрия Ульянова (до 1963 года — 1-й Черёмушкинской улицей), улицей Гримау (до 1963 — 2-м Черёмушкинским проездом), улицей Шверника и проспектом 60-летия Октября (на тот момент проектируемыми проездами). На его территории расположились 13 четырёхэтажных домов и 3 восьмиэтажные башни, которые требовались для оформления обширной площади. На её противоположной стороне уже были построены четыре 8-этажных дома — будущей площади Хо Ши Мина. Внутренняя планировка микрорайона была подчинена строительной логике: прямоугольные корпуса 4-этажных домов, окружающие 5 связанных между собой дворов, были выстроены по обе стороны линий, вдоль которых устраивались пути движения кранов. Дома были утоплены вглубь участка с отступом 12 метров от красной линии и защищены от уличного шума зелёными насаждениями. На окружающие квартал улицы выходили 2 продовольственных магазина, универмаг с комбинатом бытового обслуживания, столовая с закусочной и кулинарией, кинотеатр, ясли и школа, за которой была выстроена АТС на 10 тысяч абонентов.
В работе над 9-м кварталом архитекторы вернулись к идеям комплексной застройки, сформированным ещё в 1920-х годах, и проектировали внутреннюю территорию с заботой об удобстве жильцов. Сквозное движение транспорта через микрорайон было исключено: автовладельцы оставляли машины на парковках и следовали домой по пешеходным дорожкам. На территории дворов были предусмотрены отдельные зоны для тихого отдыха и площадки для детских и спортивных игр. Детские учреждения (ясли, сад и школа) были сгруппированы в одной части территории микрорайона. Позади магазинов были предусмотрены хозяйственные площадки, где жильцы могли выбивать ковры или сушить бельё. Также на территории микрорайона находился большой плавательный бассейн, а для детей были предусмотрены небольшие и неглубокие бассейны-плескательницы в каждом дворе. Ландшафтное оформление квартала следовало новейшим мировым тенденциям того времени: на полосе, отделявшей жилую застройку от проезжей части, одинаковые деревья были высажены на разном расстоянии, а разнообразные зелёные насаждения во дворах были организованы в окружённые газоном живописные группы.
В домах квартала испытывались разные типы конструкций: кирпичные, крупноблочные и крупнопанельные. Непривычно аскетичный облик новых построек архитекторы компенсировали деталями: отделкой красным кирпичом или фактурными элементами, обрамлением входов, разнообразными решётками балконов, трельяжами и перголами для растений. Несмотря на внешнее сходство домов, были предусмотрены различные планировки квартир, общими принципами которых были отказ от специализированных комнат и небольшой метраж, позволявший по действовавшим нормативам предоставить индивидуальное жильё даже небольшим семьям: в 1-комнатную квартиру предполагалось селить 2—3 человека, в 2-комнатную — от 3 до 5. Квартиры оснащались встроенной мебелью и сантехникой, причём санузлы могли быть оборудованы укороченной ванной, сидячей ванной или душевым поддоном, а в нескольких однокомнатных квартирах был установлен новый универсальный прибор — «полибан», в котором сочетались функции ванны, душевого поддона, умывальника, биде и бака для стирки белья (эксперимент с «полибаном» был признан неудачным и дальнейшего распространения не получил).
Поскольку комнаты в небольших квартирах должны были сочетать несколько функций (например, рабочего кабинета днём и спальни в ночное время), для них создавалась компактная и многофункциональная мебель: раздвижные обеденные столы, кресла-кровати и диваны-кровати, небольшие кухонные гарнитуры и другие предметы интерьера. Поначалу новые жильцы могли заказать новую мебель по каталогу, а затем она появилась в открытой продаже. Примеры планировочных решений, фотографии и чертежи мебели публиковались в иллюстрированных справочниках, выходивших после выставок, и в пособиях по организации быта. Во время самих выставок организаторы проводили опросы общественного мнения и собирали отзывы о новых предметах, которые включались в многочисленные отчёты о продукции мебельных предприятий и косвенно влияли на формирование модельного ряда. По свидетельству советского проектировщика мебели Юрия Случевского, выставки в экспериментальных домах также посещали представители номенклатуры, которые приобретали новинки мебели и декора для личного пользования.

### Влияние
Упрощение строительства, отказ от полноценных подвалов и использование семищелевого кирпича, кирпичных или шлакобетонных блоков, железобетонных панелей, замена паркета на паркетную доску, линолеум или пластиковую плитку позволило снизить стоимость метра в 4-этажных домах на 8—10 % по сравнению с домами предшествовавшего поколения, а наибольшее снижение стоимости удалось достичь в панельных восьмиэтажках. Не все эксперименты в рамках 9-го квартала оказались удачными: крупнопанельный дом с несущими перекрытия тонкостенными железобетонными перегородками по проекту инженера Виталия Лагутенко, отличавшийся наименьшим расходом строительных материалов на 1 м², был запущен в серию без всесторонней проверки, и эксплуатация выявила недолговечность, дороговизну монтажа и обслуживания, неудовлетворительные звукоизоляцию и теплоустойчивость. На основе экспериментальных домов были разработаны типовые серии 5-этажных и 9-этажных домов из железобетонных панелей, получившие широкое распространение по всему СССР. Результаты работы над экспериментальным кварталом были обобщены в книге «9-й квартал. Опытно-показательное строительство жилого квартала в Москве. Район Новые Черемушки», описывающей процессы проектирования и строительства, благоустройства и обустройства квартир.

### Сохранение
В 2008 году группа москвоведов предложила внести 9-й квартал Новых Черёмушек в список объектов культурного наследия Москвы. Авторы инициативы апеллировали к уникальности квартала, послужившего моделью для всех микрорайонов страны. Заявка краеведов была отклонена на основании того, что дома являются серийными и уникальностью не обладают.

## В культуре
В январе 1959 года в Москве была впервые поставлена оперетта «Москва, Черёмушки» на музыку Дмитрия Шостаковича и либретто Владимира Масса и Михаила Червинского. Произведение рассказывало историю москвичей, которые переезжали из коммунальных квартир в район Новых Черёмушек, дополняя повествование смешными и трогательными столкновениями характеров. В интервью Шостаковича журналу «Советская музыка», опубликованном в конце 1959 года, Шостакович характеризовал музыкальную составляющую «Москвы, Черёмушек» следующим образом: «Здесь и лирика, и „каскад“, и различные интермедии, и танцы, и даже целая балетная сценка. В музыкальном плане порой привлекаются пародийные элементы, цитирование популярных в недалёком прошлом мотивов, а также некоторых песен советских авторов». В 1962 году вышла экранизация оперетты в жанре музыкальной комедии под названием «Черёмушки», снятая режиссёром Гербертом Раппапортом.